# Darija (Vorname)
Darija (serbisch: Дарија) ist ein Vorname.

## Herkunft und Bedeutung
Der weibliche serbische, kroatische und slowenische Vorname ist eine Variante des Namens Daria.
Namensvarianten sind Darinka (kroatisch), Darja, Darina (tschechisch), Tarja (finnisch), Darija (serbisch) Darija, Darja, Darinka (slowenisch), Dariya, Daryna, Odarka (ukrainisch), Darya (russisch, belarussisch, persisch) und Derya (türkisch).

## Bekannte Namensträgerinnen
- Darija Aljoschkina (* 1982), ukrainische Scherenschnittkünstlerin
- Darija Blaschko (* 1996), ukrainische, vorher belarussische Biathletin
- Darija Dobrotschajewa (1916–1995), sowjetisch-ukrainische Botanikerin und Hochschullehrerin
- Darija Hussjak (1924–2022), sowjetisch-ukrainische politische Aktivistin
- Darija Jurak Schreiber (* 1984), kroatische Tennisspielerin
- Darija Kusmytsch (* 1991), ukrainische Bildende Künstlerin
- Darija Lopatezka (* 2003), ukrainische Tennisspielerin
- Darija Snihur (* 2002), ukrainische Tennisspielerin
- Darija Wikonska (1893–1945), österreichisch-sowjetisch-ukrainische Schriftstellerin und Übersetzerin